# Esperantomonumenten in Nederland
Esperantomonumenten in Nederland zijn opgericht ter ere van de taal Esperanto en/of de schepper van die taal, Lejzer Zamenhof. In Nederland zijn zes van dit soort monumenten: in de plaatsen Bergen op Zoom, Den Burg, Leeuwarden, Utrecht en Zwolle. Op Vlieland heeft in het verleden een monument gestaan en ook een van de sculpturen in Zwolle is verdwenen.
Toegepaste symboliek in de monumenten zijn onder andere de vijfpuntige ster en de wereldbol, verwijzend naar de vijf werelddelen. Het staat voor het streven om het Esperanto tot mondiale lingua franca te maken. 

## Bergen op Zoom

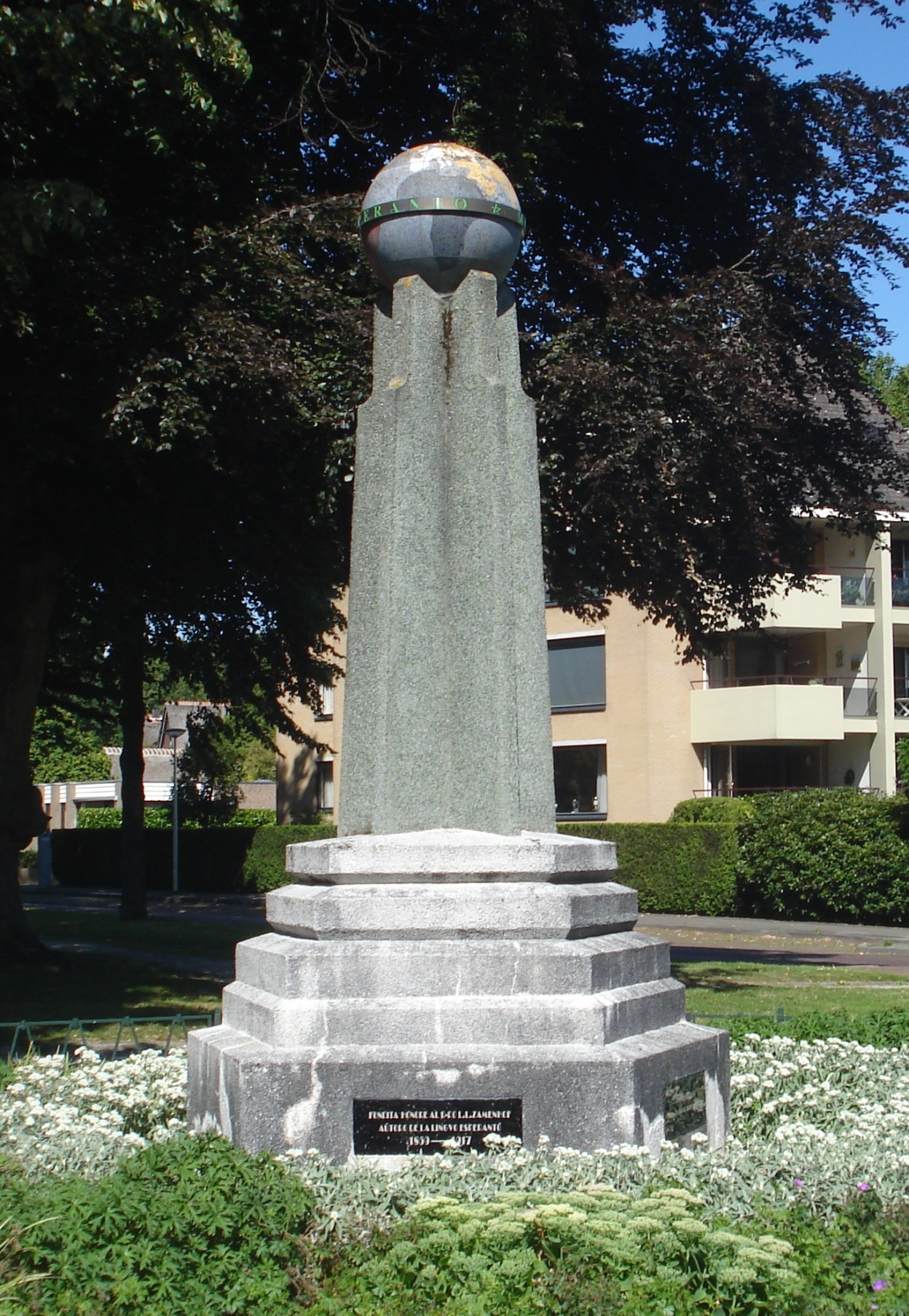
Zamenhof-monument aan het Bolwerk in Bergen op Zoom

Aan het Bolwerk in Bergen op Zoom staat het oudste Esperanto-monument van Nederland. Het beeld werd onthuld in 1933, in aanwezigheid van Lidia Zamenhof, de dochter van Lejzer Zamenhof. Het monument is een ontwerp van Mario Santuz.
Het gedenkteken bestaat uit drie delen: een sokkel, een zuil en een wereldbol. De sokkel is stevig en wit en symboliseert de grote kracht waarmee Zamenhof het Esperanto schiep. De sokkel heeft de vorm van de vijfpuntige Esperanto-ster. Ook de zuil is vijfpuntig gevormd en groen, de kleur van de hoop. Op de zuil staat een wereldbol, waar de vijf punten bij elkaar komen en verbonden zijn door de woorden 'Esperanto - mondlingvo' (Esperanto - wereldtaal).
In de Tweede Wereldoorlog werd het monument door de nazi's gedeeltelijk verwoest. In 1983 werd het weer volledig hersteld. In 2000 werd het monument wederom gerestaureerd, waarna het op 9 september werd onthuld. Dankzij de gemeente Bergen op Zoom en de financiële ondersteuning van Esperanto Nederland kon dit gerealiseerd en gevierd worden. Bij deze officiële gebeurtenis waren vele belangstellenden aanwezig, onder hen dr. Louis Zaleski-Zamenhof, kleinzoon van de schepper van het Esperanto, en ontwerper Santuz. Esperanto Nederland organiseerde op deze dag een feestprogramma met onder meer een Esperantocursus, een informatiemarkt en muzikale optredens van Esperantokoren. 

## Den Burg (Texel)

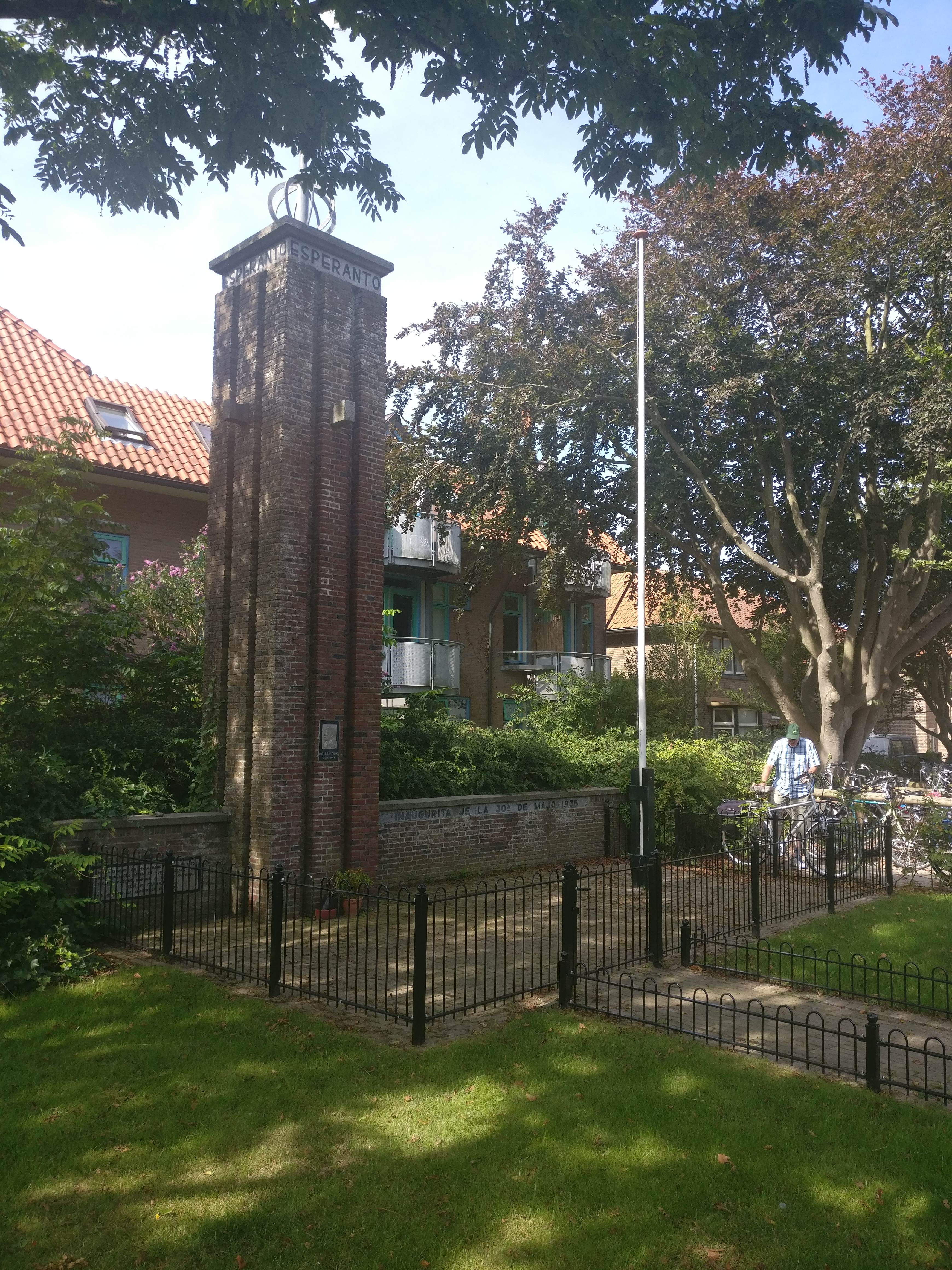
Esperantomonument bij Den Burg, 2017

In 1935 werd een tweede Esperanto-monument opgericht, dit keer in Den Burg, op Texel. Het staat op de hoek van de Kogerstraat en De Zes. Ontwerper van het gedenkteken was de Texelse architect en esperantist Lodewijk Igesz.
Het monument stelt een zuil voor met hierop een wereldbol en een windvaan in de vorm van de vijfpuntige Esperanto-ster. Op elke zijde staat de tekst 'ESPERANTO'. Op ooghoogte is een reliëf ingemetseld met een afbeelding van Zamenhof, en profil weergegeven. 
Het monument was een initiatief van de broers Johan Duinker en Gijs Duinker, die allebei esperantist waren. Johan Duinker was in die tijd hoofdredacteur van de Texelse Courant en maakte handig gebruik van zijn functie om in de krant Esperantobijeenkomsten en -cursussen aan te kondigen. In de Texelse Courant verschenen bovendien reisverslagen van metselaar Siem de Waal, een jonge Texelaar die met de fiets esperantisten in heel Europa bezocht en overal met open armen werd ontvangen. Op het eiland groeide het enthousiasme voor de kunsttaal waardoor het de broers Duinker lukte geld in te zamelen voor een heus Esperantomonument. De Waal metselde het monument en het werd begin juni 1935 onder grote belangstelling onthuld door dhr. Isbrücker.
In de Tweede Wereldoorlog, in 1941, werd het monument op bevel van de nazi's afgebroken. Vóór de sloop werden echter de belangrijkste onderdelen verwijderd en veiliggesteld. Dit waren de teksten, de afbeelding van Zamenhof en de Esperanto-ster. Na de bezetting werd het monument herbouwd op initiatief van dhr. Boon en op tweede pinksterdag 1950 opnieuw onthuld.
Op 2 juni 1985 organiseerden esperantisten uit Den Helder en Alkmaar een herdenking naar aanleiding van het 50-jarige bestaan van het monument.
Op 17 juni 2000 kwamen in Den Burg op Texel ongeveer 30 esperantisten samen om de restauratie te vieren van het Esperantomonument en om de onthulling te herdenken die 65 jaar eerder had plaatsgevonden. Hans ten Hagen en Ronald Bijtenhoorn, bestuursleden van Esperanto Nederland, onthulden een bloemstuk met lint waarop gedrukt stond: 'Dank aan Texels Trouw'. Tijdens de korte plechtigheid bij het monument hield Harry de Graaf, verbonden aan de Texelse Courant, een toespraak over de historie van het monument en Kees Ruig, voormalig officier op de vaart, sprak over het nut van het Esperanto tijdens zijn reizen. Verder werd er in het gebouw 'De Schakel' voor belangstellenden Esperantoles gegeven door Atilio Orellana Rojas en werd over de bouw van het monument een oude film vertoond uit 1935.

## Utrecht

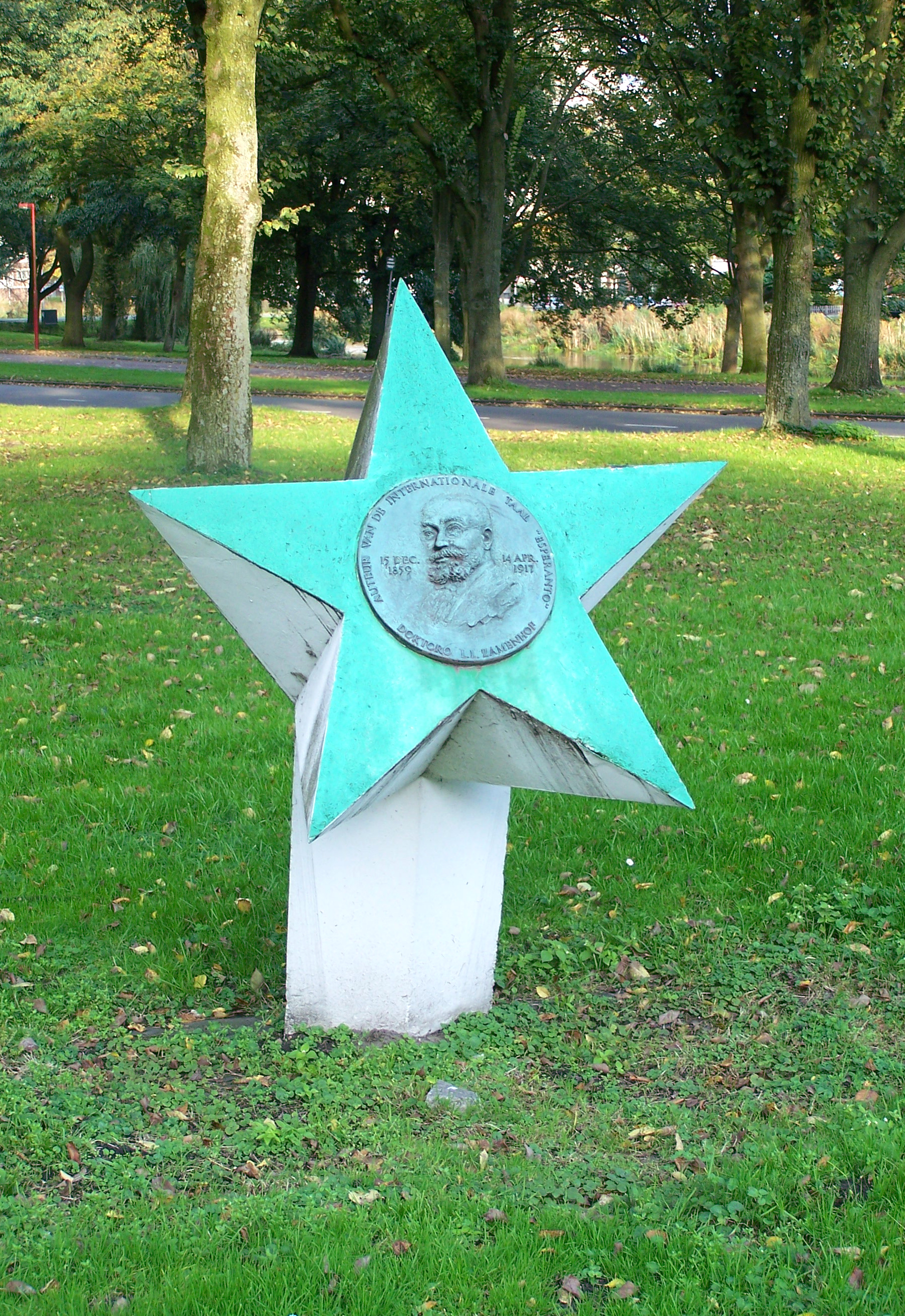
Esperantomonument aan de Brailledreef in Utrecht (1966)

In 3 september 1966 werd er een monument voor Zamenhof onthuld aan het begin van de Zamenhofdreef in Utrecht Overvecht, bij de aansluiting op de Brailledreef. Burgemeester De Ranitz had de eer om deze plechtigheid te verrichten. Het gedenkteken is een ontwerp van de architect A. Salvatore en de beeldhouwer Frits Sieger.
Het beeld staat in de grote groene middenberm. De sculptuur bestaat uit een betonnen sokkel die eindigt in een groene vijfpuntige ster. Binnen de ster is een ronde bronzen plaquette aangebracht. In licht reliëf is hierin het portret van Zamenhof aangebracht. 
Het monument was een initiatief van het Utrechts Esperanto Comité. In 1964 werd een model van het monument gepresenteerd en was er al genoeg geld ingezameld voor de bouw.

## Zwolle
In Zwolle is eveneens in 1966 een Zamenhof monument geplaatst. Het is ook ontworpen door Frits Sieger. Het Zwolse monument staat aan de Burgemeester Drijbersingel (van 1959 tot 2002: Zamenhofsingel), ter hoogte van de Rembrandtlaan. Het stelt een stenen muur voor met een ronde plaquette met de beeltenis van Zamenhof. De plaquette is vrijwel identiek aan het exemplaar in Utrecht. 

Aan de andere kant van de singel, ter hoogte van de Diezerpoortenbrug, staat een tweede Esperantomonument. Dit beeld werd in 1974 gemaakt door Jacques Magendans. Dit monument stelt een grote witte steen voor met in het midden een uitsparing met in brons het hoofd van een persoon. Hieromheen staat in reliëf de tekst: 'Esperanto - kompreno - paco' (Esperanto - begrip - vrede).

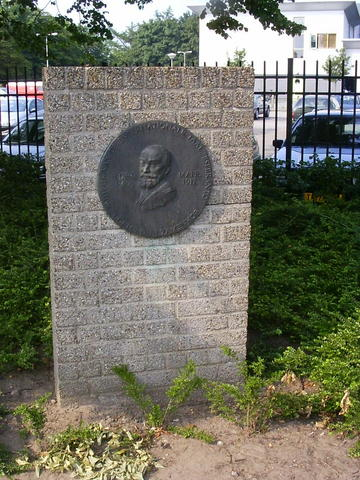
Monument voor Zamenhof aan de Burgemeester Drijbersingel in Zwolle (1966)
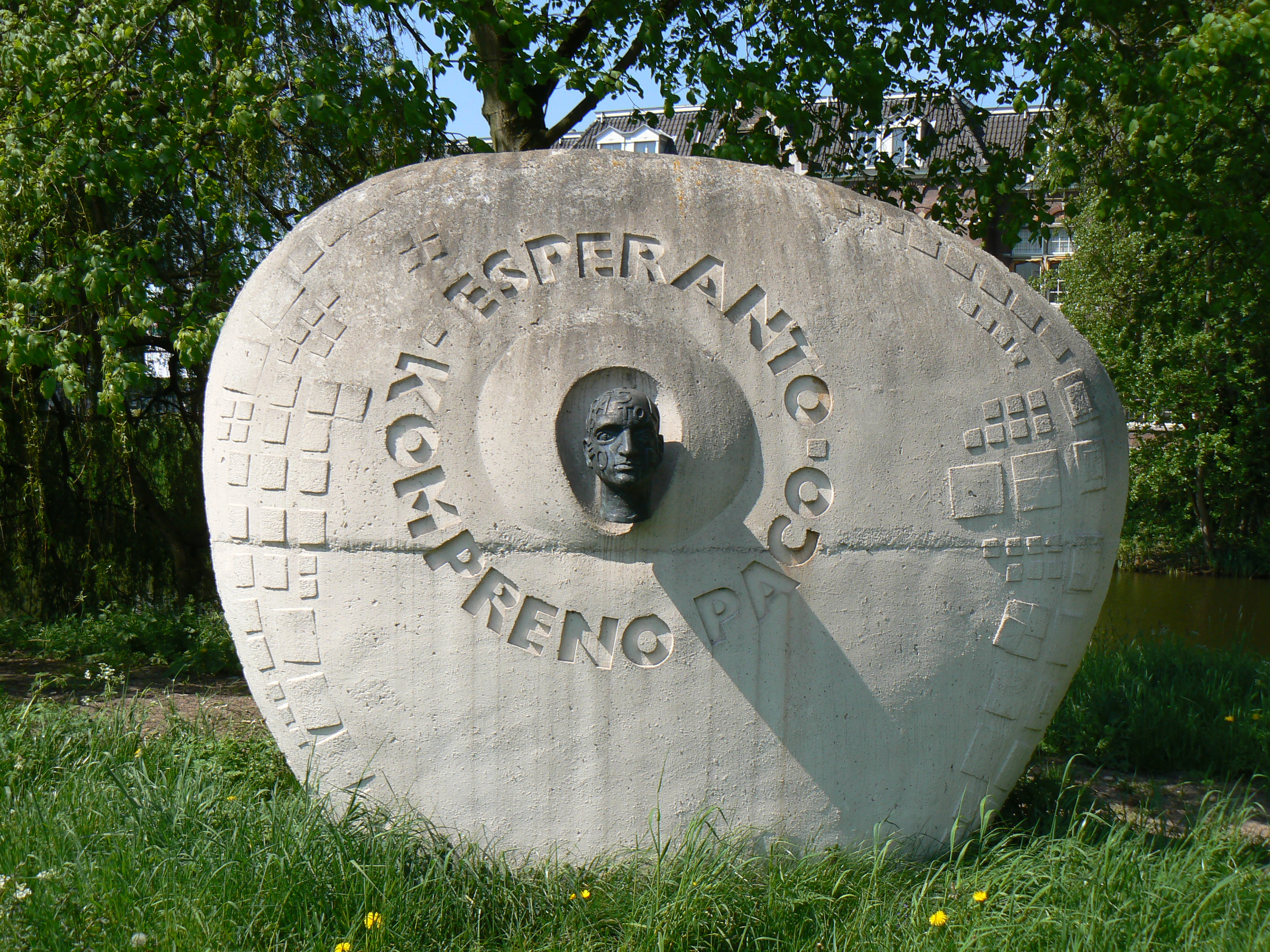
Esperantomonument bij de Diezerpoortenbrug in Zwolle (1974)

## Leeuwarden
In Leeuwarden werd ook in 1966 een Esperanto-monument onthuld, dit werd gedaan door burgemeester Willem Harmsma. Het staat in het Dr. Zamenhofpark aan de Pasteurweg. Dit gedenkteken wijkt af van de andere monumenten omdat het een abstract werk is. Kunstenaar Tjeerd Visser ontwierp een drie meter hoog messing beeld dat de strijd weerspiegelt om het Esperanto-ideaal te verwezenlijken; de forse onderkant van het beeld is de grote moeite die gedaan is, en de spits toelopende punt verwijst naar het doel: "van chaos naar gerichtheid en eenheid". Langs de toegangspaden plaatste Visser natuurstenen die waren geschonken door Esperanto-verenigingen wereldwijd. Vlak voor de opening werd het monument al gevandaliseerd.

Het beeld van Visser kreeg in 1975 een figuratieve tegenhanger. In hetzelfde park werd namelijk een borstbeeld van Zamenhof onthuld. Dit beeld werd vervaardigd door de esperantist Doekle Blanksma, en stond aanvankelijk in zijn voortuin. Het is in 2017 ontvreemd.

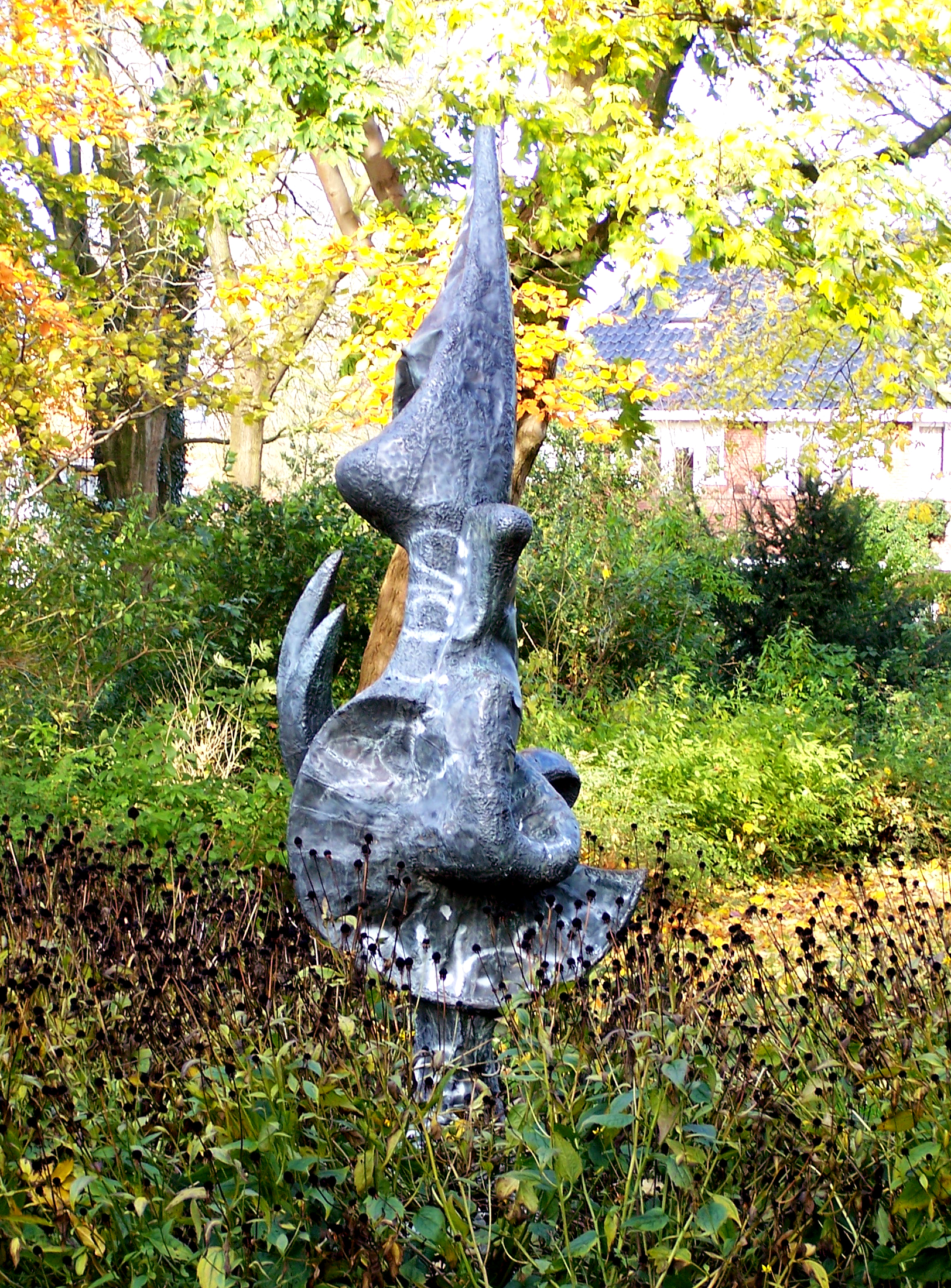
Abstract monument in het Zamenhofpark in Leeuwarden (1966)
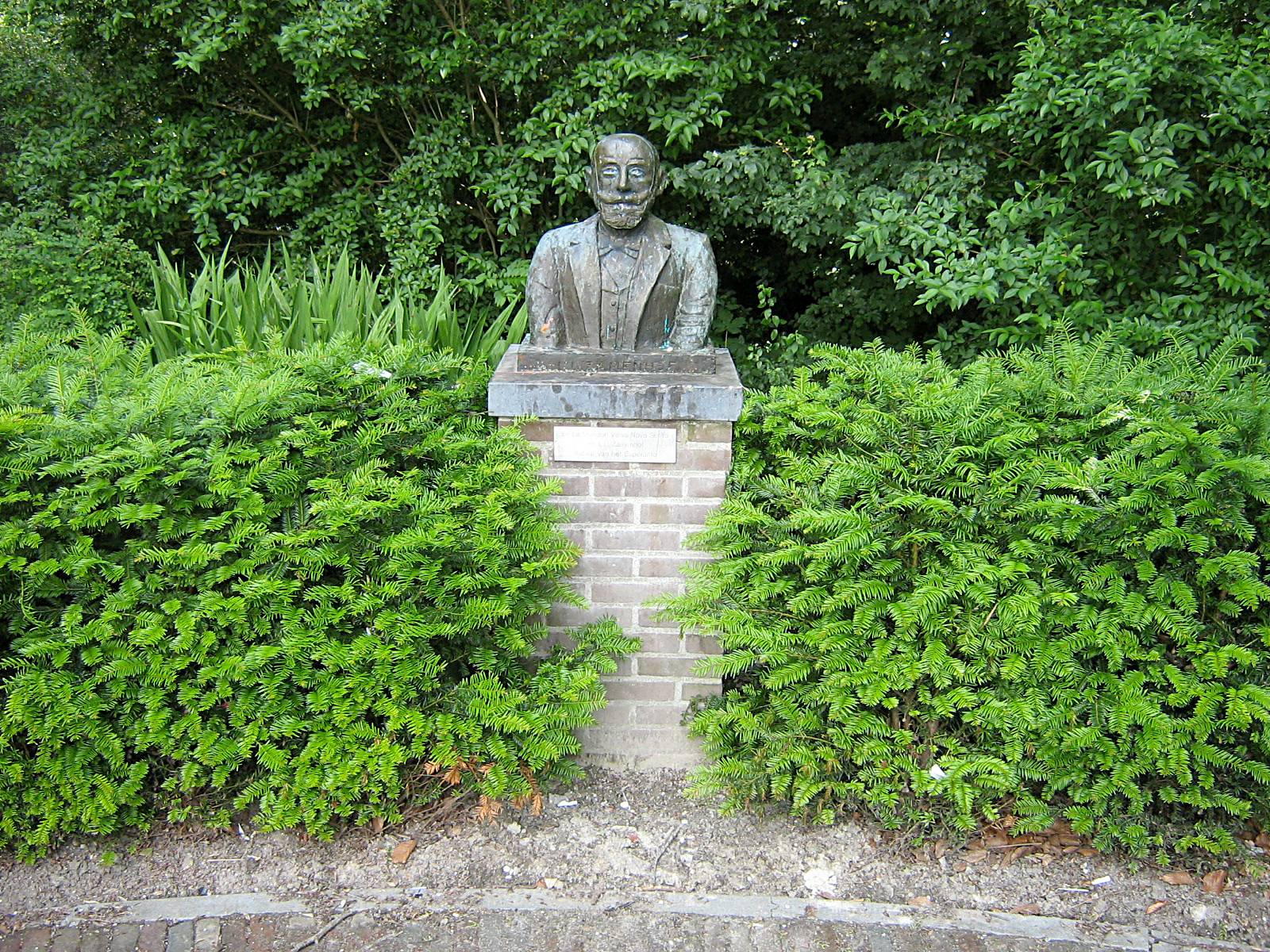
Borstbeeld van Zamenhof in het Zamenhofpark in Leeuwarden (1975)

## Vlieland
Op Vlieland stond een Esperanto-monument dat een wereldbol voorstelde. Dit monument werd opgericht in 1987, 100 jaar na de eerste publicatie over de taal. De vervaardiging was een persoonlijk initiatief van de heer Terwisga, een Vlielander die het Esperanto een warm hart toedroeg. Zo brak hij ook in verschillende kranten door middel van ingezonden brieven een lans voor de taal.
Het metalen monument was ongeveer 120 cm in doorsnee en niet helemaal bolvormig. De kleuren van de globe waren: groen (continenten), blauw (zeeën) en zwart (belangrijkste bergketens als Oeral, Rocky Mountains, Andes en Himalaya). Over de evenaar liep een band met een breedte van ca. 12 cm met de tekst: 'Esperanto - Lingvo Internacia 1887-1987' (Esperanto - internationale taal 1887-1987).
De globe heeft eerst enige jaren op het Kerkplein in Oost-Vlieland gestaan. Na het overlijden van de ontwerper, is besloten de globe naar de Boslaan te verplaatsen. Thans is het monument niet meer op de Vlielander Boslaan te vinden.